# Asamkerk
De Asamkerk, officieel de Sint-Johannes Nepomukkerk (Duits: St.-Johann-Nepomuk-Kirche), is een meesterwerk van de rococo-stijl in de historische binnenstad van München. Het kerkgebouw werd door de gebroeders Asam (Cosmas Damian Asam en Egid Quirin Asam) in de jaren 1733-1746 gebouwd. Oorspronkelijk zou de kerk als privékapel van de beide broers gebouwd worden, maar nadat de beide broers tussen 1729 en 1733 naast hun huis meerdere stukken grond wisten te verwerven, richtten zij er vanaf het jaar 1733 de aan de in 1729 heilig verklaarde Johannes Nepomuk gewijde kerk op.

## Geschiedenis

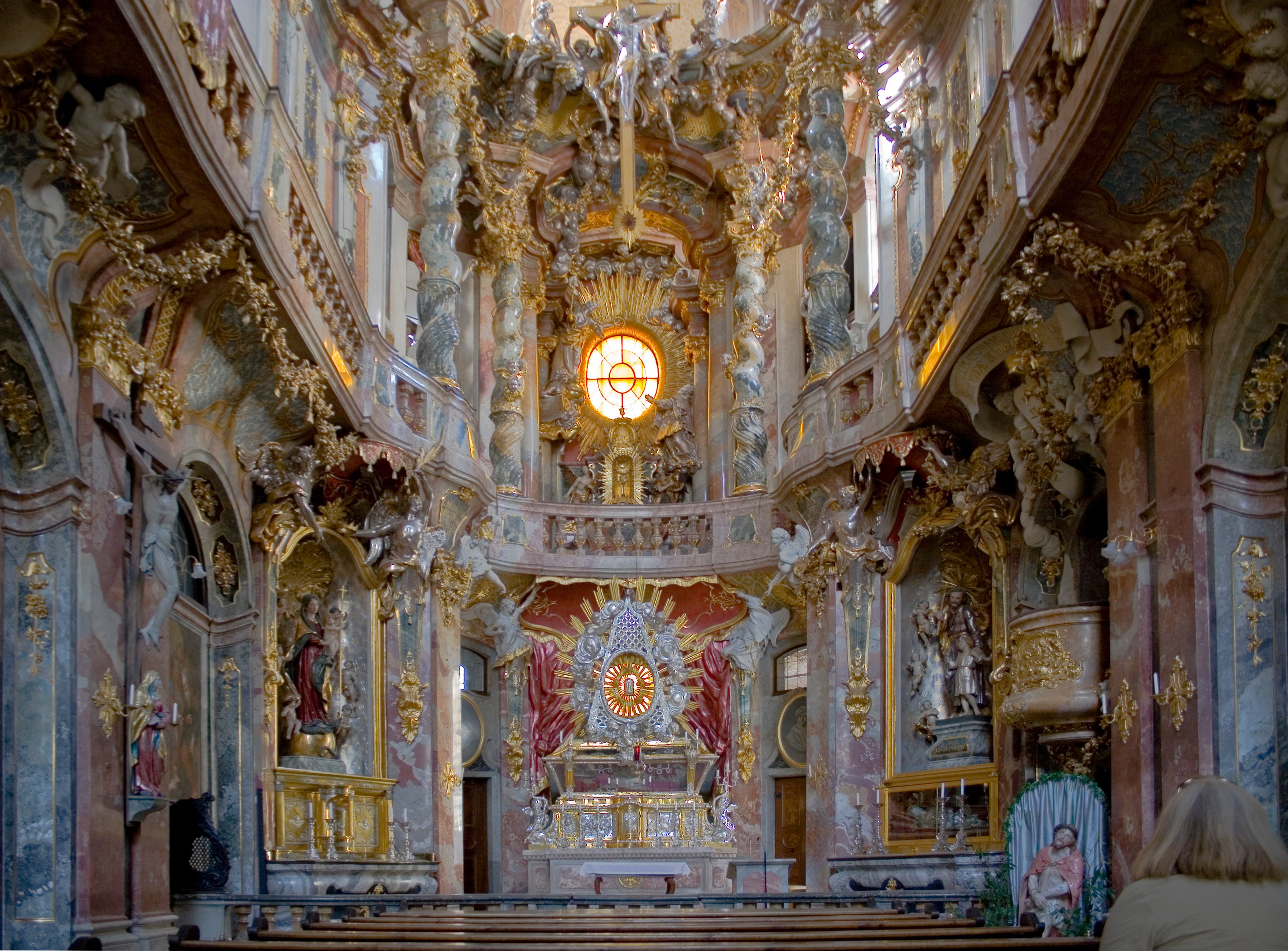
Interieur Asamkerk

De kerk werd als privékapel ter meerdere glorie Gods en voor het zielenheil van de bouwmeesters gebouwd. Dit gaf de beide broers alle vrijheid om de kerk geheel naar eigen inzichten te bouwen. Zo kon Egid Quirin door een venster vanuit zijn naastgelegen woning direct een blik werpen op het hoogaltaar. Alhoewel de beide broers de intentie hadden om een privékapel te bouwen, werden zij door weerstand en protesten van de bevolking gedwongen om de kerk open te stellen voor het publiek. Egid Quirin ontwierp de kerk als biechtkerk voor de jeugd en aldus werd er zeven biechtstoelen geplaatst met allegorische voorstellingen.
Tijdens een luchtaanval in 1944 werd het koor zwaar beschadigd. Het koor werd in de jaren 1975-1983 na een grondige studie in de oorspronkelijke staat herbouwd.

## Architectuur
De barokke gevel is geïntegreerd in de huizenrij van de Sendlingerstraße en springt licht naar voren. Boven de ingang staat een beeld van de heilige Nepomuk omgeven door engelen. De kerk werd gebouwd op een klein stuk grond van slechts 8 bij 22 meter. Des te verbazingwekkender is de enorme prestatie van de beide broers om de architectuur, beschildering en beelden van de twee verdiepingen tellende ruimte tot een harmonisch geheel te creëren. Vooral de indirecte verlichting in de indrukwekkende koorruimte is zeer goed uitgevoerd: door achter een kroonlijst verstopte vensters worden de Drievuldigheidsbeelden fraai van achteren belicht. De kroonlijst zelf lijkt door de gebogen constructie op en neer te golven.
Het interieur is verticaal in drie secties te verdelen, die naar boven toe in heiligheid toenemen. Het onderste deel van de kerk met de banken voor bezoekers is relatief donker en symboliseert in het ontwerp het lijden van de wereld. Het tweede, daarboven gelegen deel, is in witte en blauwe kleuren uitgevoerd en voorbehouden voor de keizer. Het bovenste deel is met de indirecte verlichting gewijd aan God en de Eeuwigheid.
Het fresco op het plafond met scènes uit het leven van Johannes van Nepomuk wordt beschouwd als een van de meesterwerken van Cosmas Damian. De vier zuilen van het hoogaltaar refereren aan de vier Bernini-zuilen boven het graf van Petrus in Rome. Bovenin staat God, de Verlosser. Onder het tabernakel wordt een relikwie bewaard van Sint-Johannes Nepomuk.
De Asamkerk wijkt enigszins af van de doorgaans zeer strenge voorschriften die aan een barokke kerk worden gesteld. In plaats van een oostelijke oriëntatie heeft de kerk een westelijke oriëntatie (het hoogaltaar bevindt zich in het westelijke deel). Daarnaast is het kruis tegenover de kansel te laag opgehangen. In barokkerken moet het kruis hoger dan de kansel hangen, zodat de priester ook tijdens de preek bij de gekruisigde Christus moet opzien.

## Afbeeldingen

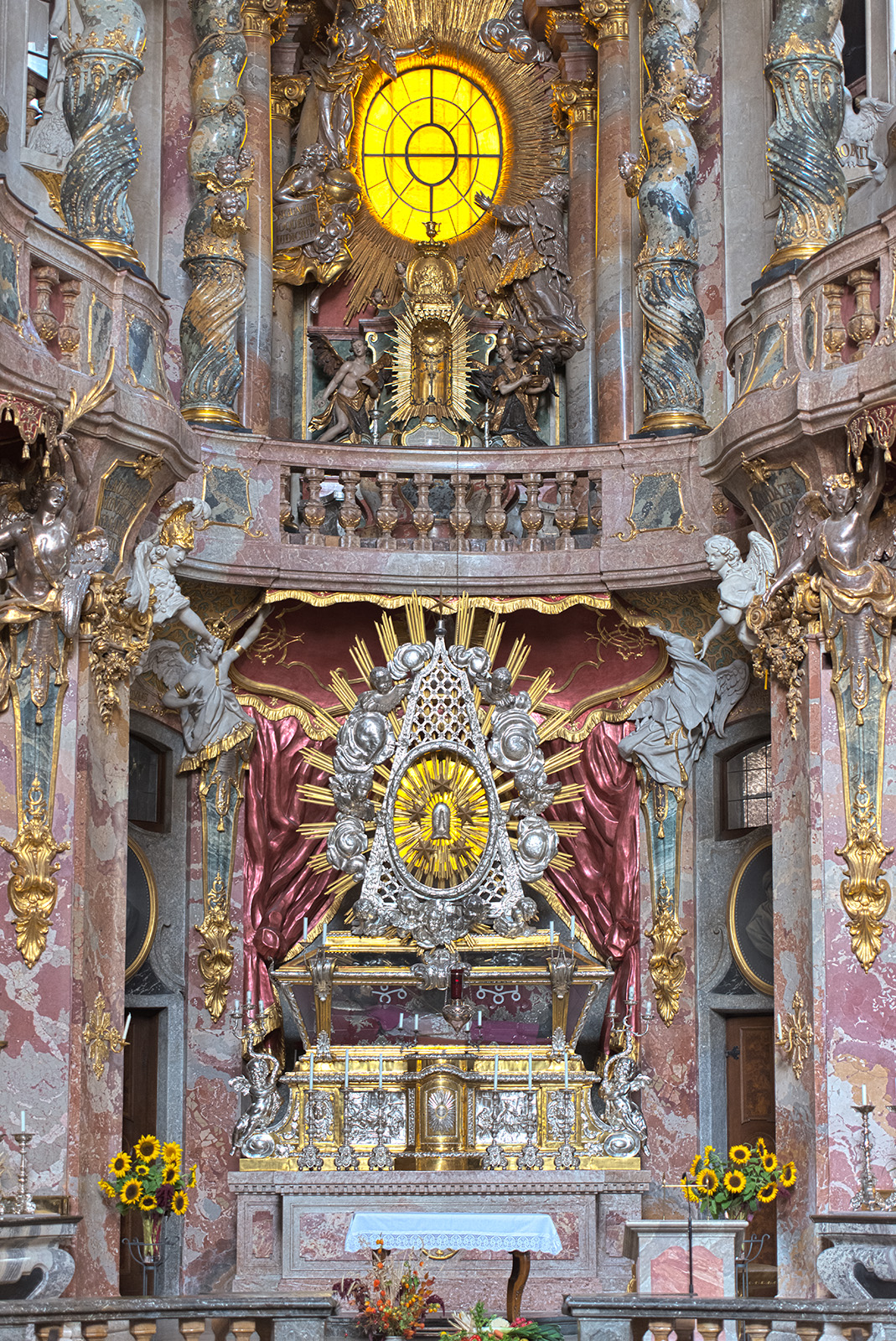
Altaar
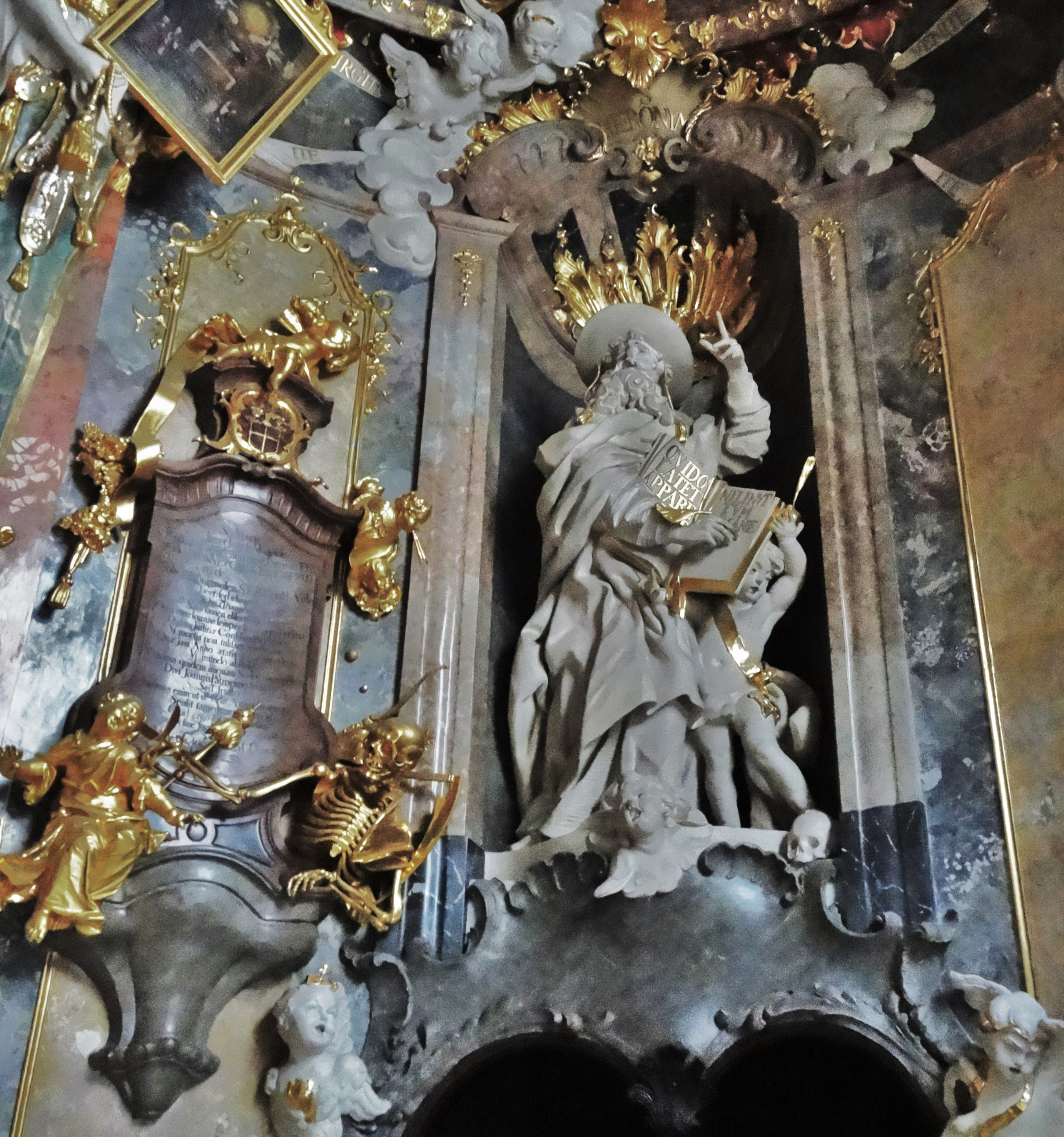
Beeld kerkvader Hiëronymus
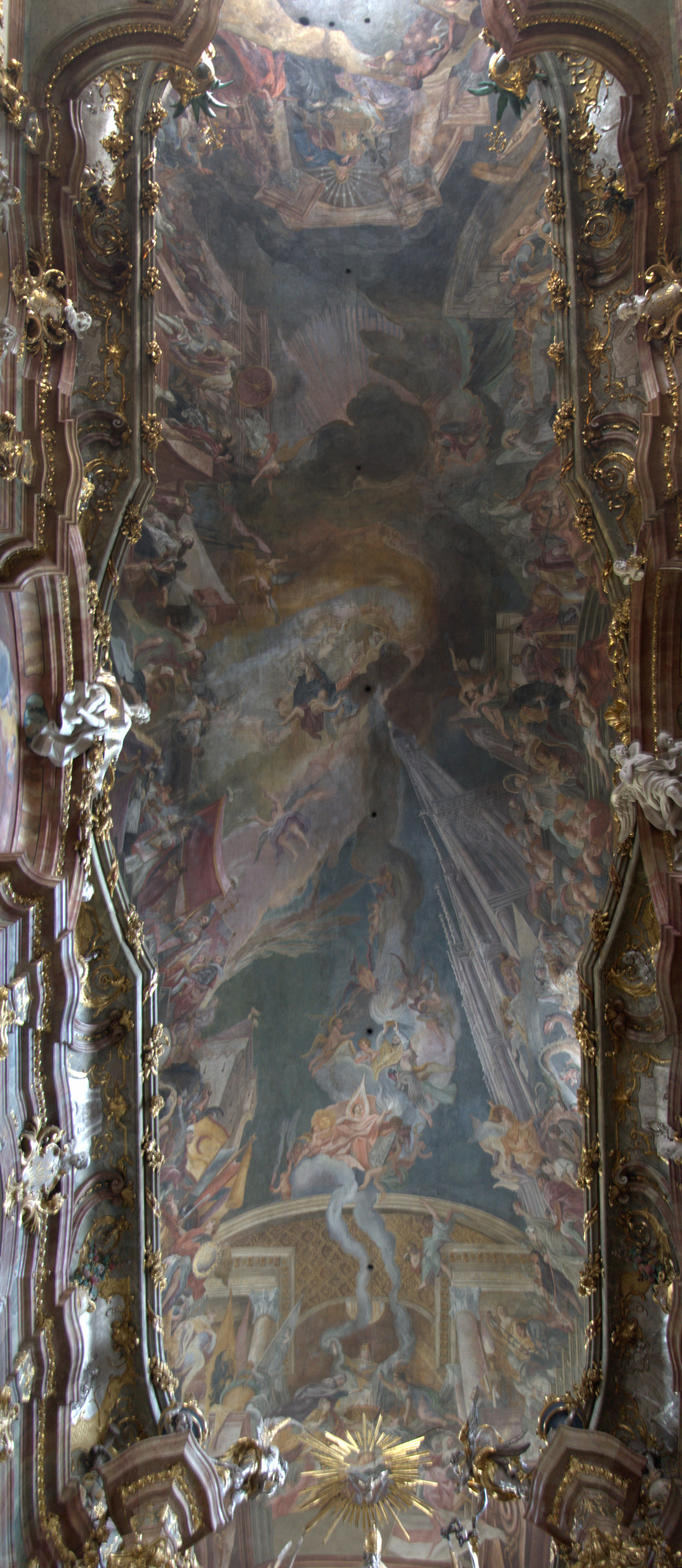
Fresco plafond
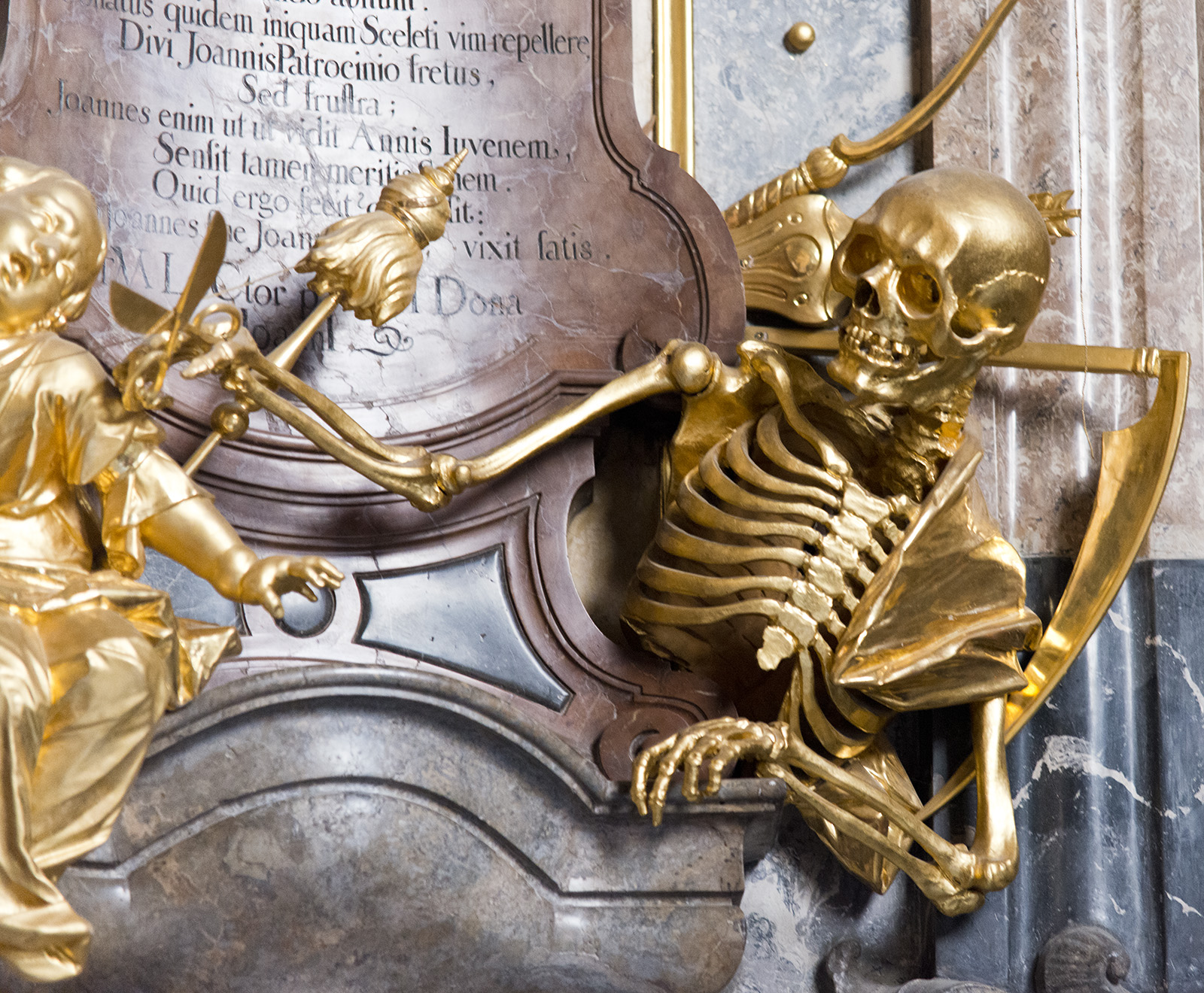
Detail